# Apink 1ST CONCERT "PINK PARADISE"
《Apink 1ST CONCERT "PINK PARADISE"》는 대한민국의 걸그룹 에이핑크의 첫 번째 콘서트 투어이다.

## 개요
2014년 12월 16일, 에이핑크는 미니앨범 5집 타이틀곡 〈LUV〉의 1개월여간의 활동 기간 동안 가요프로그램 총 19회 1위라는 역대 최다 기록을 세우며 동년 11월 20일 개최한 미니앨범 5집 《Pink LUV》 쇼케이스 당시 1위 공약 가운데 하나로 내걸었던 콘서트 개최를 각종 언론을 통해 선언하였으며, 12월 23일 인터파크와 YES24를 통해 예매를 시작하였다. 에이핑크는 본 콘서트를 통해 2일동안 총 7,000석의 관객을 동원하였다.

## 투어 일정
| 일정            | 도시     | 국가     | 장소                 |
| --------------- | -------- | -------- | -------------------- |
| 2015년 1월 30일 | 서울     | 대한민국 | 올림픽 공원 올림픽홀 |
| 2015년 1월 31일 | 서울     | 대한민국 | 올림픽 공원 올림픽홀 |
| 2015년 3월 22일 | 싱가포르 | 싱가포르 | 싱가포르 엑스포 홀   |
| 2015년 5월 30일 | 상해     | 중국     | 상해 대무대          |

## 세트 리스트
- Opening VCR -
- 몰라요
- Good Morning Baby
- Mr. Chu (On stage)

- Ment -
- So Long
- Wanna Be
- Secret

- VCR #2 -
- X[7] (박초롱 Solo)
- 있다 없으니까 (Gone Not Around Any Longer)[8] (손나은 & 오하영)
- Dirty[9] (김남주 Solo)

- VCR #3 -
- My My
- It Girl
- Hush

- Ment -

- VCR #4 -
- Problem[10] (윤보미 Solo)
- Listen[11] (정은지 Solo)

- VCR #5 -
- DJ Party

1. BOY
2. I Got You
3. Yeah

- VCR #6 -
- BUBIBU
- 난 니가 필요해
- 천사가 아냐

- Ment -
- LUV
- U You
- 하늘높이

- Encore -
- Wishlist
- No No No

- Ment -
- 4월 19일

- Ending -

## 제작
- 에이핑크 (박초롱, 윤보미, 정은지, 손나은, 김남주, 오하영)
- 주최 : 플랜에이 엔터테인먼트
- 주관 : (주)하쿠나 마타타
- 후원 : YES24, 인터파크